# Rawghlie Clement Stanford
Rawghlie Clement Stanford (* 2. August 1879 in Buffalo Gap, Taylor County, Texas; † 15. Dezember 1963 in Phoenix, Arizona) war ein US-amerikanischer Politiker (Demokratische Partei) und von 1937 bis 1939 Gouverneur des Bundesstaates Arizona.

## Privatleben
Seine Familie zog 1881 nach Phoenix, wo er öffentliche Schulen besuchte, sowie zwei Jahre lang die Arizona Normal School. Während des Spanisch-Amerikanischen Krieges von 1898 war Stanford in der United States Army und diente so 18 Monate lang auf den Philippinen. Anschließend kehrte er nach Arizona zurück, studierte Jura und bekam 1907 seine Zulassung als Anwalt. 1915 wurde er zum Richter am Superior Court von Maricopa County gewählt. Er bekleidete dieses Amt bis 1922. Außerdem war er von 1920 bis 1936 im Board of Education for Phoenix Union High School tätig. Ferner war er in den Jahren 1928 und 1929 der Vorsitzende des State Democratic Central Committee.

## Gouverneur von Arizona
Am 3. November 1936 wurde Stanford zum Gouverneur von Arizona gewählt und am 4. Januar 1937 vereidigt. Während dieser Amtszeit beschäftigte er sich mit der Wiederherstellung von Arizonas Wirtschaft, die während der Great Depression verkam. Ferner wurde der Federal Social Security Act, ein Mindestlohngesetz, verabschiedet und unlautere Verkaufspraktiken verbannt. Er entschied sich gegen eine Wiederwahl und verließ so am 2. Januar 1939 sein Amt.

## Weiterer Lebenslauf
Er kehrte zu seinem Richteramt zurück und diente so von 1942 bis 1944 am Arizona Supreme Court. Danach war er als Chief Justice von 1944 bis 1953 tätig. Stanford verstarb am 15. Dezember 1963 und wurde in Phoenix beigesetzt. Er war mit Ruth Butchee verheiratet. Das Paar hatte sechs gemeinsame Kinder.